# Pimephales
Percocypris is een geslacht van straalvinnige vissen uit de familie van Cyprinidae (Eigenlijke karpers).

## Soorten
- Pimephales notatus (Rafinesque, 1820)
- Pimephales promelas Rafinesque-Schmaltz, 1820 – Amerikaanse dikkop-elrits
- Pimephales tenellus (Girard, 1856)
- Pimephales vigilax (Baird & Girard, 1853)